# Heliconius perrara
Heliconius perrara är en fjärilsart som beskrevs av Hans Ferdinand Emil Julius Stichel 1923. Heliconius perrara ingår i släktet Heliconius och familjen praktfjärilar. Inga underarter finns listade i Catalogue of Life.